# Paleobiology Database

Логотип PBDB

Paleobiology Database (PBDB) — онлайнова база даних, присвячена дослідженню викопних організмів. Має записи про таксони, наукові статті та збірки решток. Вона організована та управляється міжінституційною міжнародною групою палеобіологічних дослідників. 
База даних з’явилася за фінансування NCEAS (National Center for Ecological Analysis and Synthesis), дослідницького центру при Каліфорнійському університеті в Санта-Барбарі. Там сервери бази розміщувалися з 2000 по 2010 рік. У 2000—2006 сайт фінансувався Національним науковим фондом, у 2006—2010 — приватними особами, а у 2010—2013 — Australian Research Council. Наразі розміщується в Університеті Вісконсину-Медісон і контролюється міжнародним комітетом, до складу якого входять найбільші контрибутори даних. 
Палеобіологічна база даних тісно співпрацює з Neotoma Paleoecology Database, яка має схожу інтелектуальну історію, але зосереджена на четвертинному періоді (з акцентом на пізньому плейстоцені та голоцені) у часових масштабах від десятиліть до тисячоліть. Разом Neotoma та Paleobiology Database допомогли заснувати EarthLife Consortium, неприбуткову парасолькову організацію для підтримки легкого та вільного обміну палеоекологічними та палеобіологічними даними.

## Дослідники
Частковий список дослідників, які беруть участь у проєкті:
- Джон Елрой, Університет Маккуорі
- Мартін Аберхан, Музей природознавства Берліну
- Кріс Бірд, Музей природної історії Карнегі
- Кей Беренсмаєр, Смітсонівський інститут
- Девід Боттьєр, Південнокаліфорнійський університет
- Річард Батлер, Баварська державна колекція палеонтології та геології[de]
- Метт Каррано, Смітсонівський інститут
- Фабріціо Чекка, Паризький університет П'єра і Марії Кюрі
- Метью Клапхем, Університет Каліфорнії у Санта-Крусі
- Білл ДіМікеле, Смітсонівський інститут
- Майкл Фут (Michael Foote), Чиказький університет
- Остін Генді (Austin Hendy), Смітсонівський інститут тропічних досліджень[en]
- Стівен Голланд (Steven M. Holland), Університет Джорджії
- Вольфганг Кіслінг, Музей природознавства Берліну
- Чарльз Маршал, Берклі
- Алістер Макгоуен, Університет Глазго
- Арні Міллер, Університет Цинциннаті
- Йоганнес Мюллер, Музей природознавства Берліну
- Марк Пацковський, Університет штату Пенсільванія
- Герман Пфеферкорн (Hermann Pfefferkorn), Пенсільванський університет
- Ашвіні Шрівастава, Інститут палеонаук ім. Бірбала Сахні[en]
- Алан Тернер, Ліверпульський університет імені Джона Мурса[en]
- Марк Уген (Mark D. Uhen), Університет Джорджа Мейсона
- Лоїк Віл'є (Loïc Vilier), Університет Провансу
- Пітер Вагнер (Peter J. Wagner), Смітсонівський інститут
- Сяомін Ванг (Xiaoming Wang) Лос-Анджелеський музей природної історії[en]
- Робін Уотлі, Смітсонівський інститут
- Скотт Вінг, Смітсонівський інститут